# Chíquiza (ort)
Chíquiza är en ort i Colombia.   Den ligger i departementet Boyacá, i den centrala delen av landet, 130 km nordost om huvudstaden Bogotá. Chíquiza ligger 2 606 meter över havet och antalet invånare är 730.
Terrängen runt Chíquiza är huvudsakligen kuperad, men norrut är den bergig. Terrängen runt Chíquiza sluttar västerut. Runt Chíquiza är det tätbefolkat, med 591 invånare per kvadratkilometer. Närmaste större samhälle är Tunja, 15,1 km sydost om Chíquiza. Trakten runt Chíquiza består i huvudsak av gräsmarker.